# Styotrichia bicolor
Styotrichia bicolor är en stekelart som beskrevs av Lasalle 1994. Styotrichia bicolor ingår i släktet Styotrichia och familjen finglanssteklar. Inga underarter finns listade i Catalogue of Life.